# Sunrise Beach Village
Sunrise Beach Village – miasto w Stanach Zjednoczonych, w stanie Teksas, w hrabstwie Llano.